# Piasecki X-49
Piasecki X-49 là một mẫu trực thăng thử nghiệm hai động cơ, đang được Piasecki Aircraft phát triển. X-49A dựa trên khung thân của một chiếc Sikorsky YSH-60F Seahawk, nhưng được thêm công nghệ cánh quạt tạo lực đẩy mới (VTDP) của Piasecki.

## Quốc gia sử dụng
Hoa Kỳ
- Lục quân Hoa Kỳ

## Tính năng kỹ chiến thuật

### X-49A
Bản mẫu:Aero specs missing
- Tổ lái: 2
- Động cơ: 2 chiếc General Electric T700-GE-701C

### SH-60B (cho so sánh)
Dữ liệu lấy từ Brassey's World Aircraft & Systems Directory
Đặc điểm tổng quát
- Kíp lái: 3
- Sức chứa: 8 hành khách hoặc tải trọng treo 6.000 lb hay tải trọng trong là 4.100 lb cho các model -B, -F và -H và 11 phành khách hoặc tải trọng treo là 9.000 lb đối với -S
- Chiều dài: 64 ft 10 in (19,76 m)
- Đường kính rô-to: 53 ft 8 in (16,36 m)
- Chiều cao: 17 ft 2 in (5,23 m)
- Diện tích đĩa quay: 2.262 ft² (210 m²)
- Trọng lượng rỗng: 13.648 lb (6.190 kg)
- Trọng lượng có tải: 20.110 lb (9.575 kg) (nhiệm vụ ASW)
- Trọng lượng cất cánh tối đa: 21.884 lb (9.927 kg)
- Động cơ: 2 × General Electric T700-GE-401C kiểu turboshaft, 1.620 hp (1.208 kW) liên tục mỗi chiếc

 Hiệu suất bay 
- Vận tốc cực đại: 145 knot (167 mph, 268 km/h)
- Tầm bay: 380 nmi (437 mi, 704 km)
- Trần bay: 19.000 ft (5.790 m)
- Vận tốc lên cao: 700 ft/phút (3,6 m/s)
- Tải trên đĩa quay: lb/ft² (kg/m²)